# Староіржавецька сільська рада
Староіржавецька сільська рада — адміністративно-територіальна одиниця у Оржицькому районі Полтавської області з центром у c. Старий Іржавець.
Населення — 1523 особи.

## Населені пункти
Сільраді були підпорядковані населені пункти:
- c. Старий Іржавець
- с. Чайківщина